# Horgues
Horgues – miejscowość i gmina we Francji, w regionie Oksytania, w departamencie Pireneje Wysokie.
Według danych na rok 1990 gminę zamieszkiwało 878 osób, a gęstość zaludnienia wynosiła 196 osób/km² (wśród 3020 gmin regionu Midi-Pyrénées Horgues plasuje się na 381. miejscu pod względem liczby ludności, natomiast pod względem powierzchni na miejscu 1532.).